# Liste überregionaler Traumazentren in Deutschland
Ein überregionales Traumazentrum ist ein von der Deutschen Gesellschaft für Unfallchirurgie (DGU) zertifiziertes Krankenhaus, welches die Maximalversorgung von schwerverletzten Patienten übernehmen kann. Die Traumazentren sind im Traumanetzwerk miteinander verbunden, sodass Patienten von einem lokalen oder regionalen Traumazentrum in ein überregionales Traumazentrum übernommen werden können. Gründe für die Versorgung in einem überregionale Traumazentrum können sowohl Diagnose wie schwere Blutungen, als auch Therapien wie die Behandlung komplexer Weichteilverletzungen, als auch Begleitumstände wie eine Antikoagulation sein.

## Anforderungen
Das überregionale Traumazentrum muss rund um die Uhr besetzt sein. Die simultane Versorgung von zwei Schwerverletzten muss gewährleistet sein. Der Schockraum sollte gut für Rettungswagen oder Rettungshubschrauber erreichbar sein. Weiterhin sollte er in der Nähe eines Computertomographen und eines Operationssaales liegen. Für die Weiterbehandlung muss eine entsprechend ausgestattete Intensivstation vorhanden sein.

## Liste
| Krankenhaus                                                                     | Standort               | Netzwerk                     | Anmerkungen                                                                                      |
| Baden-Württemberg                                                               | Baden-Württemberg      | Baden-Württemberg            | Baden-Württemberg                                                                                |
| ------------------------------------------------------------------------------- | ---------------------- | ---------------------------- | ------------------------------------------------------------------------------------------------ |
| Berufsgenossenschaftliche Unfallklinik Tübingen & Universitätsklinikum Tübingen | Tübingen               | Südwürttemberg               | Beide Kliniken bilden zusammen das überregionale Traumazentrum im TraumaNetzwerk Südwürttemberg. |
| Universitätsklinikum Ulm & Bundeswehrkrankenhaus Ulm                            | Ulm                    | Ulm                          | Beide Kliniken sind überregionale Traumazentren im Traumanetzwerk Ulm                            |
| Klinikum Stuttgart                                                              | Stuttgart              | Region Stuttgart             | Katharinenhospital                                                                               |
| Oberschwabenklinik                                                              | Ravensburg             | Oberschwaben-Bodensee        | Krankenhaus St. Elisabeth                                                                        |
| Ortenau Klinikum                                                                | Offenburg              | Oberrhein                    | Betriebsstelle Offenburg Ebertplatz                                                              |
| Diak Klinikum Landkreis Schwäbisch Hall                                         | Schwäbisch Hall        | Nord-Württemberg             |                                                                                                  |
| Regionale Kliniken Holding RKH                                                  | Ludwigsburg            | Nord-Württemberg             | Klinikum Ludwigsburg                                                                             |
| Schwarzwald-Baar Klinikum Villingen-Schwenningen                                | Villingen-Schwenningen | Schwarzwald-Bodensee         | Standort Villingen-Schwenningen                                                                  |
| SLK-Kliniken                                                                    | Heilbronn              | Nord-Württemberg             | Klinikum am Gesundbrunnen Heilbronn                                                              |
| Städtisches Klinikum Karlsruhe                                                  | Karlsruhe              | Nordbaden                    |                                                                                                  |
| Universitätsklinikum Freiburg                                                   | Freiburg im Breisgau   | Oberrhein                    |                                                                                                  |
| Universitätsklinikum Heidelberg                                                 | Heidelberg             | Kurpfalz                     |                                                                                                  |
| Universitätsklinikum Mannheim                                                   | Mannheim               | Kurpfalz                     |                                                                                                  |
| Bayern                                                                          |                        |                              |                                                                                                  |
| Berufsgenossenschaftliche Unfallklinik Murnau                                   | Murnau                 | München-Oberbayern-Süd       |                                                                                                  |
| DONAUISAR Klinikum                                                              | Deggendorf             | Ostbayern                    |                                                                                                  |
| München Klinik Harlaching                                                       | München                | München Oberbayern Nord      |                                                                                                  |
| Klinikum am Bruderwald                                                          | Bamberg                | Oberfranken                  |                                                                                                  |
| Klinikum Aschaffenburg-Alzenau                                                  | Aschaffenburg          | Nordbayern-Würzburg          |                                                                                                  |
| Klinikum Bayreuth                                                               | Bayreuth               | Oberfranken                  |                                                                                                  |
| Klinikum der Universität München                                                | München                | München-Oberbayern-Süd       | Campus Großhadern                                                                                |
| Klinikum Ingolstadt                                                             | Ingolstadt             | München Oberbayern Nord      |                                                                                                  |
| Klinikum Kempten                                                                | Kempten                | München-Oberbayern-Süd       |                                                                                                  |
| Klinikum Kulmbach                                                               | Kulmbach               | Oberfranken                  |                                                                                                  |
| Klinikum Landshut                                                               | Landshut               | Ostbayern                    |                                                                                                  |
| Klinikum Nürnberg                                                               | Nürnberg               | Mittelfranken                | Standort Süd                                                                                     |
| Klinikum Passau                                                                 | Passau                 | Ostbayern                    |                                                                                                  |
| Klinikum rechts der Isar                                                        | München                | München Oberbayern Nord      |                                                                                                  |
| Klinikum St. Elisabeth Straubing                                                | Straubing              | Ostbayern                    |                                                                                                  |
| Klinikum Rosenheim                                                              | Rosenheim              | München-Oberbayern-Süd       |                                                                                                  |
| Klinikum Traunstein                                                             | Traunstein             | München-Oberbayern-Süd       |                                                                                                  |
| Krankenhaus Barmherzige Brüder (Regensburg)                                     | Regensburg             | Ostbayern                    | Standort Prüfeninger Straße                                                                      |
| München Klinik Bogenhausen                                                      | München                | München Oberbayern Nord      |                                                                                                  |
| München Klinik Harlaching                                                       | München                | München Oberbayern Nord      |                                                                                                  |
| München Klinik Schwabing                                                        | München                | München Oberbayern Nord      |                                                                                                  |
| Universitätsklinikum Augsburg                                                   | Augsburg               | Schwaben                     |                                                                                                  |
| Universitätsklinikum Erlangen                                                   | Erlangen               | Mittelfranken                |                                                                                                  |
| Universitätsklinikum Regensburg                                                 | Regensburg             | Ostbayern                    |                                                                                                  |
| Universitätsklinikum Würzburg                                                   | Würzburg               | Nordbayern-Würzburg          |                                                                                                  |
| Berlin                                                                          |                        |                              |                                                                                                  |
| Charité                                                                         | Berlin                 | Berlin                       | Campus Benjamin Franklin (CBF)                                                                   |
| Charité                                                                         | Berlin                 | Berlin                       | Campus Virchow-Klinikum (CVK)                                                                    |
| Helios Klinikum Berlin-Buch                                                     | Berlin                 | Berlin                       |                                                                                                  |
| Klinikum im Friedrichshain                                                      | Berlin                 | Berlin                       |                                                                                                  |
| Unfallkrankenhaus Berlin                                                        | Berlin                 | Berlin                       |                                                                                                  |
| Brandenburg                                                                     |                        |                              |                                                                                                  |
| Carl-Thiem-Klinikum Cottbus                                                     | Cottbus                | Brandenburg Süd              |                                                                                                  |
| Klinikum Ernst von Bergmann Potsdam                                             | Potsdam                | Berlin                       |                                                                                                  |
| Klinikum Frankfurt (Oder)                                                       | Frankfurt (Oder)       | Brandenburg Süd-Ost          |                                                                                                  |
| Bremen                                                                          |                        |                              |                                                                                                  |
| Klinikum Bremen-Mitte                                                           | Bremen                 | Bremen                       |                                                                                                  |
| Hamburg                                                                         |                        |                              |                                                                                                  |
| Asklepios Klinik Altona                                                         | Hamburg                | Hamburg                      |                                                                                                  |
| Asklepios Klinik Nord                                                           | Hamburg                | Schleswig-Holstein           | Standort Heidberg                                                                                |
| Asklepios Klinik St. Georg                                                      | Hamburg                | Hamburg                      |                                                                                                  |
| BG Klinikum Hamburg                                                             | Hamburg                | Hamburg                      |                                                                                                  |
| Universitätsklinikum Hamburg-Eppendorf                                          | Hamburg                | Hamburg                      |                                                                                                  |
| Hessen                                                                          |                        |                              |                                                                                                  |
| Berufsgenossenschaftliche Unfallklinik Frankfurt am Main                        | Frankfurt am Main      | Hessen / Region Südhessen    |                                                                                                  |
| Helios Dr. Horst Schmidt Kliniken Wiesbaden                                     | Wiesbaden              | Hessen / Region Südhessen    |                                                                                                  |
| Klinikum Darmstadt                                                              | Darmstadt              | Hessen / Region Südhessen    | Standort Darmstadt-Grafenstraße                                                                  |
| Klinikum Frankfurt Höchst                                                       | Frankfurt am Main      | Hessen / Region Südhessen    |                                                                                                  |
| Klinikum Fulda                                                                  | Fulda                  | Osthessen                    |                                                                                                  |
| Klinikum Kassel                                                                 | Kassel                 | Göttingen – Kassel           |                                                                                                  |
| Sana Klinikum Offenbach                                                         | Offenbach am Main      | Hessen / Region Südhessen    |                                                                                                  |
| Universitätsklinikum Frankfurt                                                  | Frankfurt am Main      | Hessen / Region Südhessen    |                                                                                                  |
| Universitätsklinikum Gießen und Marburg                                         | Gießen                 | Hessen / Region Mittelhessen | Standort Gießen                                                                                  |
| Universitätsklinikum Gießen und Marburg                                         | Marburg                | Hessen / Region Mittelhessen | Standort Marburg                                                                                 |
| Mecklenburg-Vorpommern                                                          |                        |                              |                                                                                                  |
| Universitätsmedizin Greifswald                                                  | Greifswald             | Mecklenburg-Vorpommern       |                                                                                                  |
| Universitätsmedizin Rostock                                                     | Rostock                | Mecklenburg-Vorpommern       |                                                                                                  |
| Helios Kliniken Schwerin                                                        | Schwerin               | Mecklenburg-Vorpommern       |                                                                                                  |
| Niedersachsen                                                                   |                        |                              |                                                                                                  |
| AGAPLESION Diakonieklinikum Rotenburg                                           | Rotenburg (Wümme)      | Bremen                       |                                                                                                  |
| Allgemeines Krankenhaus Celle                                                   | Celle                  | Nordost-Niedersachsen        |                                                                                                  |
| Evangelisches Krankenhaus Oldenburg                                             | Oldenburg              | Oldenburg-Ostfriesland       | Kooperation mit Pius-Hospital Oldenburg                                                          |
| Friederikenstift (Hannover)                                                     | Hannover               | Hannover                     |                                                                                                  |
| Klinikum Osnabrück                                                              | Osnabrück              | Süd-West-Niedersachsen       | Standort Finkenhügel                                                                             |
| Klinikzentrum Westerstede                                                       | Westerstede            | Oldenburg-Ostfriesland       | Zusammen mit Bundeswehrkrankenhaus Westerstede                                                   |
| Krankenhaus Ludmillenstift Meppen                                               | Meppen                 | Nord-West                    |                                                                                                  |
| KRH Klinikum Nordstadt                                                          | Hannover               | Hannover                     |                                                                                                  |
| Marienhospital Osnabrück                                                        | Osnabrück              | Süd-West-Niedersachsen       |                                                                                                  |
| Klinikum der Medizinischen Hochschule Hannover                                  | Hannover               | Hannover                     |                                                                                                  |
| Städtisches Klinikum Braunschweig                                               | Braunschweig           | Nordost-Niedersachsen        |                                                                                                  |
| Universitätsmedizin Göttingen                                                   | Göttingen              | Göttingen – Kassel           |                                                                                                  |
| Nordrhein-Westfalen                                                             |                        |                              |                                                                                                  |
| Knappschaft Kliniken Gelsenkirchen-Buer                                         | Gelsenkirchen          | Ruhrgebiet                   |                                                                                                  |
| Klinikum Vest                                                                   | Recklinghausen         | Ruhrgebiet                   | Standort Knappschaftskrankenhaus Recklinghausen                                                  |
| Berufsgenossenschaftliche Unfallklinik Duisburg                                 | Duisburg               | Ruhrgebiet                   |                                                                                                  |
| Berufsgenossenschaftliches Universitätsklinikum Bergmannsheil                   | Bochum                 | Ruhrgebiet                   |                                                                                                  |
| Evangelisches Klinikum Bethel                                                   | Bielefeld              | Ostwestfalen                 |                                                                                                  |
| Helios Klinikum Krefeld                                                         | Krefeld                | Düsseldorf                   |                                                                                                  |
| Helios Universitätsklinikum Wuppertal                                           | Wuppertal              | Bergisches TraumaNetzwerk    | Standort Barmen                                                                                  |
| Jung-Stilling-Krankenhaus                                                       | Siegen                 | Region Köln                  |                                                                                                  |
| Klinikum Köln-Merheim                                                           | Köln                   | Region Köln                  |                                                                                                  |
| Klinikum Dortmund                                                               | Dortmund               | Ruhrgebiet                   |                                                                                                  |
| Städtisches Klinikum Solingen                                                   | Solingen               | Bergisches TraumaNetzwerk    |                                                                                                  |
| Universitätsklinikum Aachen                                                     | Aachen                 | EU Regio Aachen              |                                                                                                  |
| Universitätsklinikum Bonn                                                       | Bonn                   | Rettungsring Bonn Rhein-Sieg |                                                                                                  |
| Universitätsklinikum Düsseldorf                                                 | Düsseldorf             | Düsseldorf                   |                                                                                                  |
| Universitätsklinikum Essen                                                      | Essen                  | Ruhrgebiet                   |                                                                                                  |
| Knappschaftskrankenhaus Bochum-Langendreer                                      | Bochum                 | Ruhrgebiet                   |                                                                                                  |
| Universitätsklinikum Köln                                                       | Köln                   | Region Köln                  |                                                                                                  |
| Universitätsklinikum Münster                                                    | Münster                | Nord-West                    |                                                                                                  |
| Rheinland-Pfalz                                                                 |                        |                              |                                                                                                  |
| Berufsgenossenschaftliche Unfallklinik Ludwigshafen                             | Ludwigshafen am Rhein  | Pfalz                        |                                                                                                  |
| Bundeswehrzentralkrankenhaus Koblenz                                            | Koblenz                | Mittelrhein                  |                                                                                                  |
| Krankenhaus der Barmherzigen Brüder (Trier)                                     | Trier                  | Eifel - Mosel                |                                                                                                  |
| Marienhaus Klinikum St. Elisabeth Neuwied                                       | Neuwied                | Mittelrhein                  |                                                                                                  |
| Universitätsmedizin der Johannes Gutenberg-Universität Mainz                    | Mainz                  | Rheinhessen                  |                                                                                                  |
| Westpfalz-Klinikum                                                              | Kaiserslautern         | Pfalz                        | Standort Kaiserslautern                                                                          |
| Saarland                                                                        |                        |                              |                                                                                                  |
| Klinikum Saarbrücken                                                            | Saarbrücken            | Saar-(Lor)-Lux-Westpfalz     |                                                                                                  |
| Universitätsklinikum des Saarlandes                                             | Homburg                | Saar-(Lor)-Lux-Westpfalz     |                                                                                                  |
| Sachsen                                                                         |                        |                              |                                                                                                  |
| Heinrich-Braun-Klinikum                                                         | Zwickau                | Westsachsen                  | Standort Zwickau                                                                                 |
| Klinikum Chemnitz                                                               | Chemnitz               | Westsachsen                  |                                                                                                  |
| Klinikum St. Georg Leipzig                                                      | Leipzig                | Westsachsen                  |                                                                                                  |
| Städtisches Klinikum Dresden                                                    | Dresden                | Ostsachsen                   | Standort Friedrichstadt                                                                          |
| Universitätsklinikum Carl Gustav Carus Dresden                                  | Dresden                | Ostsachsen                   |                                                                                                  |
| Universitätsklinikum Leipzig                                                    | Leipzig                | Westsachsen                  |                                                                                                  |
| Sachsen-Anhalt                                                                  |                        |                              |                                                                                                  |
| BG Klinikum Bergmannstrost Halle                                                | Halle (Saale)          | Sachsen-Anhalt Süd           |                                                                                                  |
| Klinikum Magdeburg                                                              | Magdeburg              | Sachsen-Anhalt Nord          |                                                                                                  |
| Städtisches Klinikum Dessau                                                     | Dessau                 | Sachsen-Anhalt Süd           |                                                                                                  |
| Universitätsklinikum Halle (Saale)                                              | Halle (Saale)          | Sachsen-Anhalt Süd           |                                                                                                  |
| Universitätsklinikum Magdeburg                                                  | Magdeburg              | Sachsen-Anhalt Nord          |                                                                                                  |
| Schleswig-Holstein                                                              |                        |                              |                                                                                                  |
| Diakonissenkrankenhaus Flensburg                                                | Flensburg              | Schleswig-Holstein           |                                                                                                  |
| Universitätsklinikum Schleswig-Holstein                                         | Kiel                   | Schleswig-Holstein           |                                                                                                  |
| Westküstenklinikum                                                              | Heide                  | Schleswig-Holstein           | Standort Heide                                                                                   |
| Universitätsklinikum Schleswig-Holstein                                         | Lübeck                 | Schleswig-Holstein           |                                                                                                  |
| Thüringen                                                                       |                        |                              |                                                                                                  |
| Helios Klinikum Erfurt                                                          | Erfurt                 | Thüringen                    |                                                                                                  |
| Südharz Klinikum Nordhausen                                                     | Nordhausen             | Thüringen                    |                                                                                                  |
| Universitätsklinikum Jena                                                       | Jena                   | Thüringen                    |                                                                                                  |